# Islamiske religiøse ledere
Islamiske religiøse ledere har traditionelt været folk, der, som en del af præsteskabet, moskéen eller regeringen, har spillet en fremtrædende rolle i deres samfund. Men i moderne sammenhænge blandt muslimske mindretal i ikke-muslimske lande og i sekulære muslimske lande som Tyrkiet, Indonesien og Bangladesh kan religiøs ledelse tage en række forskellige uformelle former.
I forhold til religiøse ledere og gejstlige fra andre abrahamitiske religioner kan islamiske gejstlige siges at ligne rabbinere mere end katolske præster. I modsætning til de katolske præster tjener de ikke "som mellemled mellem menneskeheden og Gud", har ikke ordinationsret eller "sakramentale funktioner", men fungerer i stedet som "forbilleder, lærere, dommere og ledere i lokalsamfundet og giver religiøs vejledning om diverse forhold, også af privat karakter.

## Alim
(ʿĀlim), flertal Ulama (/ˈuːləˌmɑː/; arabisk: علماء ʿUlamāʾ, ental عic) er religiøse lærde. I snæver forstand henviser det til lærde indenfor islamisk ret. I bredere forstand henviser det til personer, der har studeret en bred vifte af hovedsageligt islamiske discipliner i flere år, for eksempel hadith og muhaddith. De repræsenterer ijma eller islamisk konsensus i ummaen om religiøse spørgsmål; dette betyder ikke, at der ikke kan være forskellige udlægninger - langt fra - men ulama bør være opmærksomme på, hvad der tæller som den vigtigste konsensus-opfattelse og på andre, afvigende synspunkter .

## Allamah
Allamah (også stavet allama) er en ærefuld og prestigefyldt titel, som bæres af særlig fremtrædende lærde indenfor islamisk tænkning, retsvidenskab og filosofi. Titlen bruges som en udmærkelse i sunni-islam såvel som i shia-islam.

## Almami
"Almami" er en titel brugt af vestafrikanske muslimske herskere, især anvendt i det 19. århundrede.

## Kalif
Kalif blev første gang brugt om Abu Bakr, der blev valgt til leder af det muslimske samfund efter profeten Muhammeds død. Ordet betyder "efterfølger".

## Imam
Imam er et arabisk ord, der betyder "leder". Herskeren af et land  kunne eksempelvis betegnes som imamen. Udtrykket har imidlertid  vigtige konnotationer i den islamiske tradition, navnlig indenfor shiaislam. I sunnismen anvendes udtrykket om stifteren af hver af de fire sunnitiske madhhabs, eller skoler, indenfor religiøs retslære (fiqh).
Ordet imam er også almindeligt anvendt til at henvise til de personer, der leder bønnen i moskeerne. I Brunei, Singapore og Malaysia kaldes de, der leder enhver bøn, også i private hjem, ligeledes imam.

## Storimam
"Storimam" eller "Imamernes imam" (arabisk: الإمام الأكبر) af Al-Azhar-Moskéen og Al-Azhar-Universitetet er en prestigefyldt sunniislamisk titel og en fremtrædende officiel titel i Egypten. Den anses af nogle muslimer for at besidde den højeste autoritet indenfor sunnitisk islamisk retslære. Storimamen har en stor indflydelse på tilhængere af de teologiske Aske'ari- og Maturidi-traditioner over hele verden, mens forsvarerne af Athari og Salafi-ideologierne finder deres ledere på den arabiske halvø. Imambegrebet har sin oprindelse i Koranen. Abraham blev forfremmet til imam efter sit succesfulde offer.

## Stormufti
Titlen stormufti (arabisk: مفتي عام) refererer til den højeste udøver af religiøs lovgivning i sunnimuslimske samfund.

## Muezzin
En muezzin (ordet udtales på denne måde på tyrkisk, urdu osv.; på arabisk er det muathi [mu-a-thin] مؤذن [mʊʔæðːɪn]) er en person ved moskeen, der foretager adhan eller athan (kald til bøn) til fredagsbønnen og de fem daglige bønner eller salat. Nogle moskeer har specifikke steder, hvorfra adhan lyder, såsom en minaret eller et særskilt område i moskeen. Store moskeer har normalt en person, der kaldes "mosketjener". Han er normalt den person, der udfører athan. I tilfælde af små moskeer vil moskeens imam ofte udføre athanen.

## Mujtahid
En fortolker af koranen og hadith, de islamiske skrifter. Disse var traditionelt muftier, der brugte fortolkning (ijtihad) for at præcisere den islamiske lov, men i mange moderne sekulære sammenhænge er islamisk lov ikke længere den gældende ret i landet. I dette tilfælde kan den traditionelle mufti meget vel blive erstattet af et universitet eller en madrassa-lærer, der uformelt fungerer som rådgiver for det lokale muslimske samfund i religiøse spørgsmål som arv, skilsmisse, osv.

## Titler, der kun bruges af shiamuslimer

### Ayatollah
Ayatollah (arabisk: آية الله; persisk: آیتالله) er en prestigefyldt titel, der gives til fremtrædende shiitiske præster. Ayatollah betyder "tegn på Gud". De, som bærer titlen, betragtes som eksperter i islamiske studier. 

### Storayatollah
Kun få af de vigtigste ayatollaher får rang af storayatollah (Ayatollah Uzma, "Store Tegn på Gud"). Dette sker sædvanligvis, når tilhængere af en ayatollah henviser til ham i mange situationer og beder ham om at offentliggøre en bog, hvori han besvarer langt de fleste af de dagligdags muslimske anliggender. Bogen kaldes Resalah.